# 苏州卫生职业技术学院
苏州卫生职业技术学院，是位于江苏省苏州市的一所公办普通专科高等学校。

## 历史
- 1911年，由美国基督教会创办苏州博习医院护士学校。
- 1949年，由政府接管，更名苏南苏州护士学校。
- 不久，苏州私立新民卫生学校护士专业、嘉定护士学校陆续并入。
- 1953年，更名江苏省苏州护士学校。
- 1958年，创办苏州医学专科学校。
- 1965年，更名江苏省苏州卫生学校。
- 1997年，并入苏州医学院附属第一人民医院卫校。
- 2002年，并入苏州第二卫生学校。
- 2005年，建立苏州卫生职业技术学院。

## 专业设置
- 社科部
- 体育部
- 基础部
- 医学技术学院
- 医学护理学院
- 药学院
- 临床医学院
- 眼视光学

- 口腔系
- 酒店管理专业办公室